# Chytonix segregata
Chytonix segregata là một loài bướm đêm trong họ Noctuidae.